# Alpensteenbok
De alpensteenbok (Capra ibex) is een evenhoevig zoogdier uit de familie der holhoornigen (Bovidae), en een van de negen recente soorten uit het geslacht van de geiten (Capra). De wetenschappelijke naam van de soort werd in 1758 gepubliceerd door Carl Linnaeus. 
De alpensteenbok is endemisch in de Alpen van Centraal-Europa.

## Kenmerken
De vachtkleur van de alpensteenbok is voornamelijk bruinig grijs, met een aantal donkerdere plekken. Ze hebben geen prominente donkere markeringen op de poten zoals de Nubische steenbok (Capra nubiana) en Siberische steenbok (Capra sibirica) dat bijvoorbeeld wel hebben. De buikzijde is bleek of wit en op de flanken is een duidelijk afgrenzing te zien. Beide geslachten hebben hoorns. De hoorns van het mannetje wijzen achterwaarts en zijn aan de voorkant geringd. De hoorns van de mannetjes worden tussen de 75 en 98 centimeter lang. Hoorns van vrouwtjes worden maximaal 34 cm lang.
De alpensteenbok is sterk seksueel dimorf. Vrouwtjes zijn kleiner dan mannetjes. Een volwassen mannetje wordt gemiddeld 149-171 cm lang, heeft een schouderhoogte van 93 cm en een lichaamsgewicht tussen de 67 en 117 kg. Het maximumgewicht wordt bereikt in november en is op zijn laagst in april na de bronst. Een vrouwtje wordt 105 à 125 centimeter lang en 40 tot 60 kilogram zwaar. De staart is twaalf tot vijftien centimeter lang en de schouderhoogte is 65 tot 90 centimeter.

## Voedsel en leefwijze
De alpensteenbok is dagactief en eet grassen, kruiden, mossen en in de winter ook korstmossen. Alpensteenbokken leven in gescheiden roedels. De geiten leven met hun jongen het gehele jaar door in vaste groepen van 10 à 20 dieren, die zelden wegtrekken. Bokken leven solitair of in meer beweeglijke roedels, die zich in de zomer en de herfst vormen. 's Zomers bevinden de mannetjes zich vaker hoger in de bergen dan de vrouwtjes. 's Winters, in de bronsttijd, zijn bokken meer solitair. Oudere bokken leven ook vaak solitair.
De bronsttijd valt in december en januari. De geitjes worden eind april, begin mei geboren, na een draagtijd van 21 tot 23 weken. Meestal krijgt een vrouwtje maar één jong per worp, soms twee. De moeder beschermt haar jong door vijanden aan te vallen met de hoorns of door ze af te leiden. De jongen worden zes tot zeven maanden gezoogd. De vrouwtjes zijn na ongeveer 18 maanden geslachtsrijp en mannetjes als ze twee jaar oud zijn.
De alpensteenbok wordt meestal tussen de 10 en 14 jaar oud en kan maximaal achttien jaar oud worden. Al heeft predatie weinig impact op de populatiestand, is alleen de steenarend (Aquila chrysaetos) verantwoordelijk voor enkele sterfgevallen. Steenarenden hebben het dan op de kalveren voorzien. Daarnaast sterven steenbokken vaak door lawines. Vooral mannetjes, die hoger in de bergen leven, zijn hier gevoelig voor.

## Geschiedenis
Vroeger kwam de alpensteenbok in de gehele Alpen voor, maar was onderworpen aan de jacht sinds de introductie van vuurwapens. In de middeleeuwen was het dier gewild om zijn vlees en in de traditionele geneeskunde, waarbij zijn hoorns werden gebruikt als behandeling tegen impotentie en zijn bloed tegen nierstenen. Aan het begin van de 19e eeuw dacht men dat ze uitgestorven waren, totdat er in het huidige Nationaal Park Gran Paradiso een kudde van maximaal 100 individuen werd ontdekt. Op 21 september 1821 beval de koning van Sardinië, Karel Felix van Sardinië daarop dat elke jacht op het dier in het koninklijke jachtdomein verboden was. Vervolgens verkreeg koning Victor Emanuel II van Italië in 1856 het exclusieve recht om op de dieren te jagen en werd het 'Koninklijk Jachtreservaat Gran Paradiso' uitgeroepen. Om de alpensteenbok te beschermen tegen stropers, werden koninklijke jachtopzieners geworven onder dorpelingen uit het gebied. Ook de koningen Umberto I van Italië en Victor Emanuel III van Italië ondernamen lange jachtcampagnes in het reservaat. De laatste koninklijke jacht vond plaats in 1913. Naderhand veranderde Victor Emanuel III van koers en gaf het gebied in 1921 over aan de staat. In 1922 werd Grand Paradiso officieel tot nationaal park verklaard. Dankzij eeuwen van strikte bescherming, soms minder en soms meer succesvol, kon de alpensteenbok uiteindelijk voor uitsterven behoed worden.

## Verspreiding
De alpensteenbok kon na de populatietoename in Nationaal Park Gran Paradiso worden geherintroduceerd in andere delen van de Alpen, met populaties in Duitsland, Frankrijk, Slovenië, Oostenrijk, Zwitserland en elders in Italië. Alpensteenbokken worden aangetroffen in hooggebergten op hoogten tussen de 1.600 en 3.200 meter. Pleistocene fossielen zijn echter ook aangetroffen op hoogten van 1.500 meter in de Alpen en beneden de 300 meter langs de Franse mediterrane kust en het noorden van Italië. Er is ook een schedel gevonden in Azewijn, Oost-Gelderland.
Ook in Frankrijk slaagde de herintroductie in Nationaal Park de la Vanoise en Nationaal Park Écrins. Nu dat het dier niet meer bejaagd wordt kunnen de dieren soms tot op een paar meter benaderd worden. Dit is bijvoorbeeld het geval in de vroege lente rond de Col du Lautaret. Een oud mannetje wordt hier reeds jaren gevonden afdalend ten zuiden van de col, grazend rond einde maart, begin april op de eerst vrijgekomen graslanden. Dit bekende dier wordt er makkelijk gefotografeerd op een afstand van 5 meter.

## Habitat
Alpensteenbokken leven in open, rotsachtige gebieden in hooggebergten. Ze hebben een voorkeur voor ruige, zuidelijke hellingen met grasvegetatie. Onder de boomgrens, op subalpiene hoogten, worden ze alleen aangetroffen in open, zonnige bosgebieden met veel rotsen. Als de seizoenen wisselen trekken alpensteenbokken naar andere hoogten. Zo zijn ze tijdens strenge winters op lagere hoogten te vinden. In de zomer en herfst leven ze in de bovenste bergzones.

## Status
De soort staat als niet bedreigd geclassificeerd op de Rode Lijst van de IUCN en is vandaag de dag weer wijdverspreid in de Alpen. In de jaren 90 van de vorige eeuw werd het aantal op circa 30.000 individuen geschat. Tussen 1960 en 1990 werd een jaarlijkse toename gemeten tussen de 3 en 6%. Alpensteenbokken staan op Appendix III van de Conventie van Bern en Annex V van de Habitatrichtlijn. Ze worden soms bejaagd voor de sport of als voedsel, maar de legale jacht wordt goed gecontroleerd en wordt niet beschouwd als een bedreiging voor het voortbestaan van de soort.

## Afbeeldingen

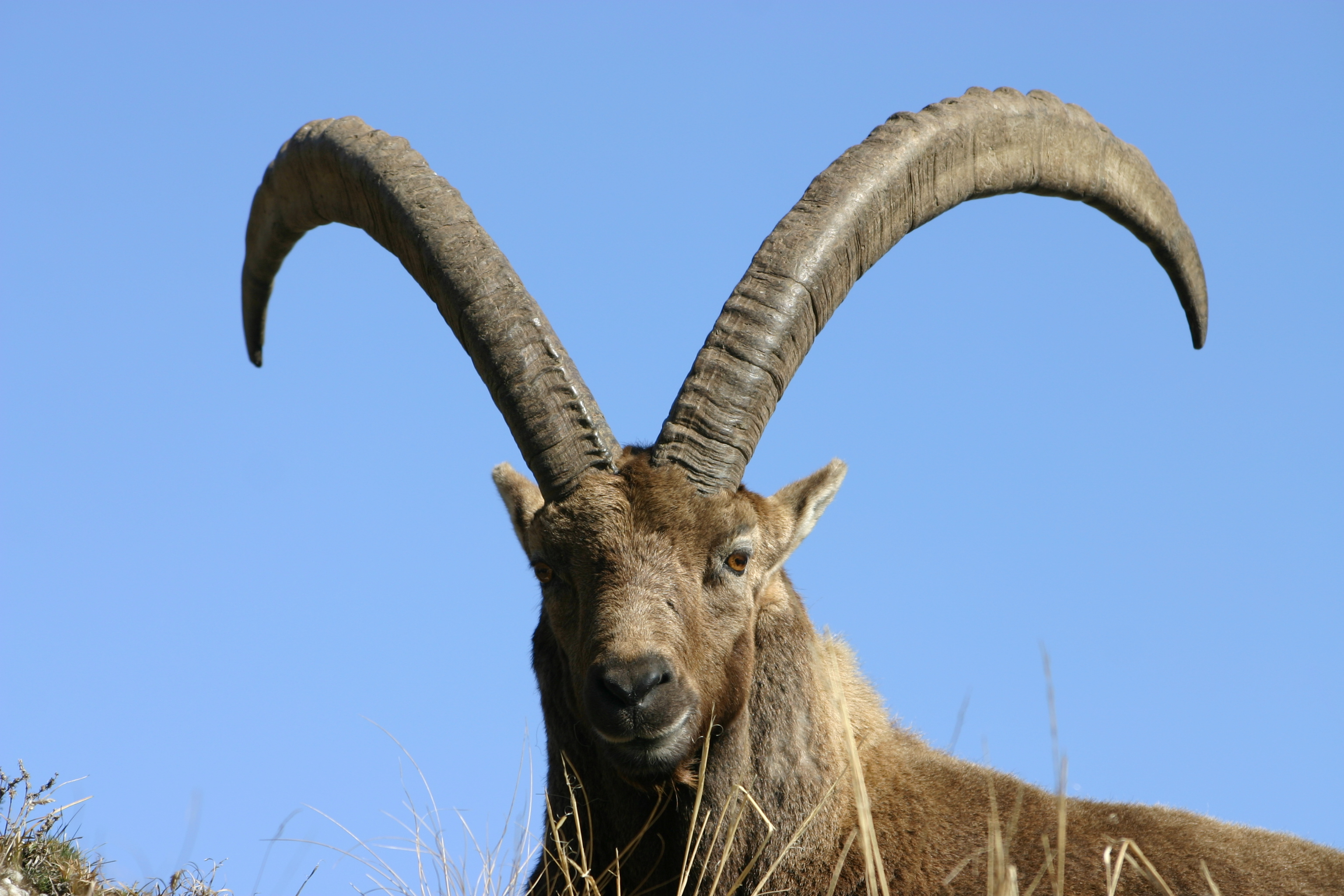
De hoorns van een mannelijke alpensteenbok kunnen bijna 1 meter lang worden
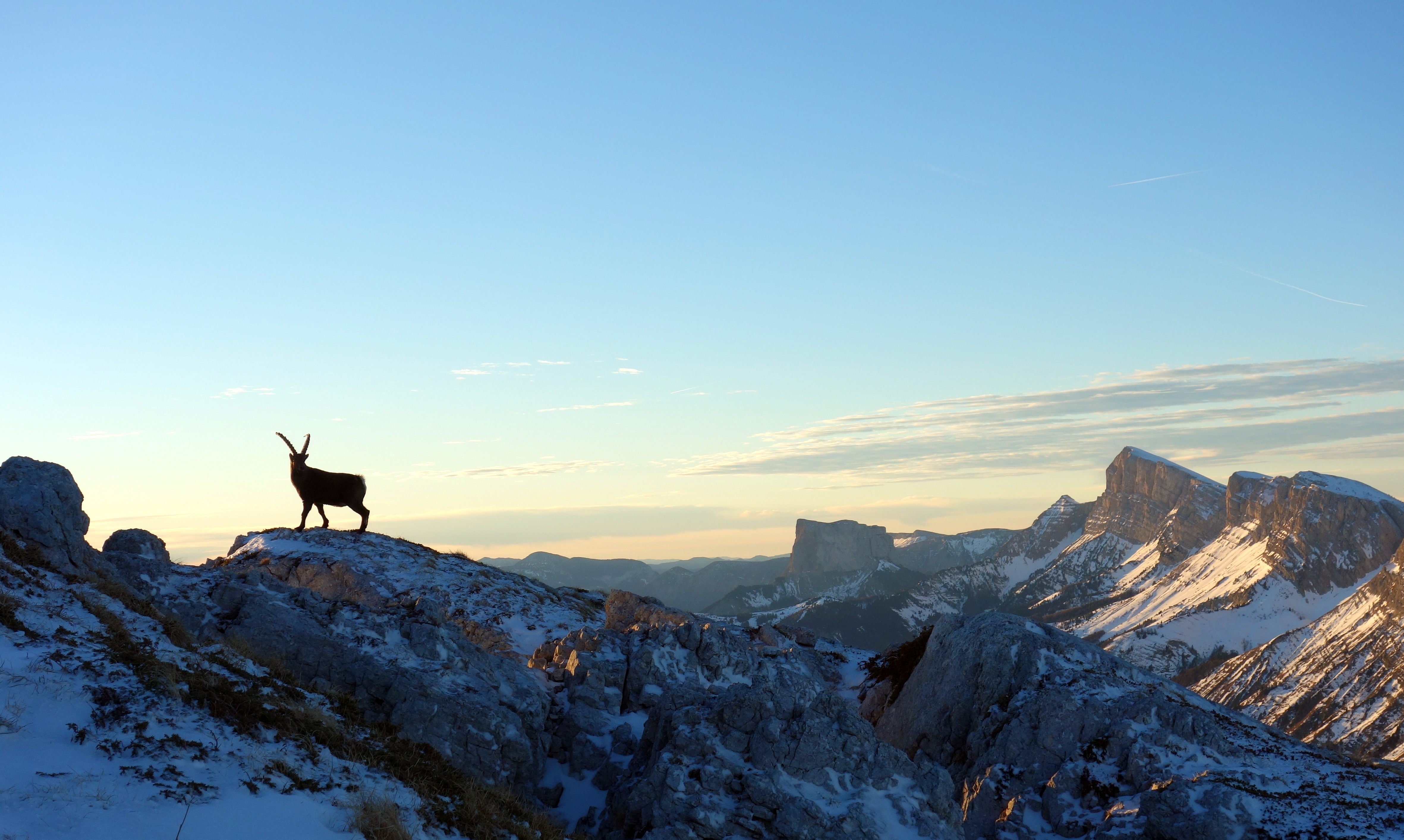
Alpensteenbok in zijn leefgebied
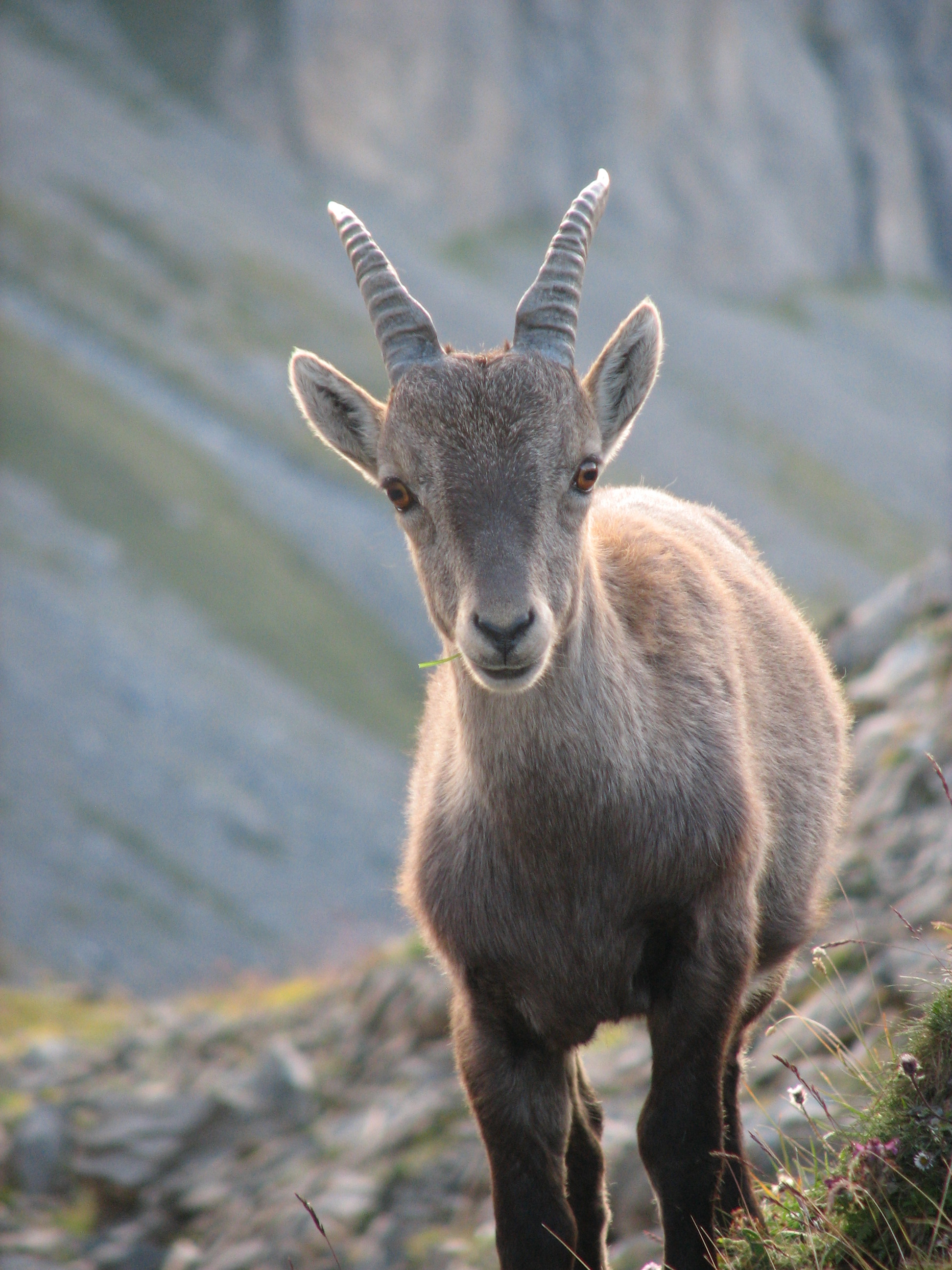
Vooraanzicht van een jonge alpensteenbok
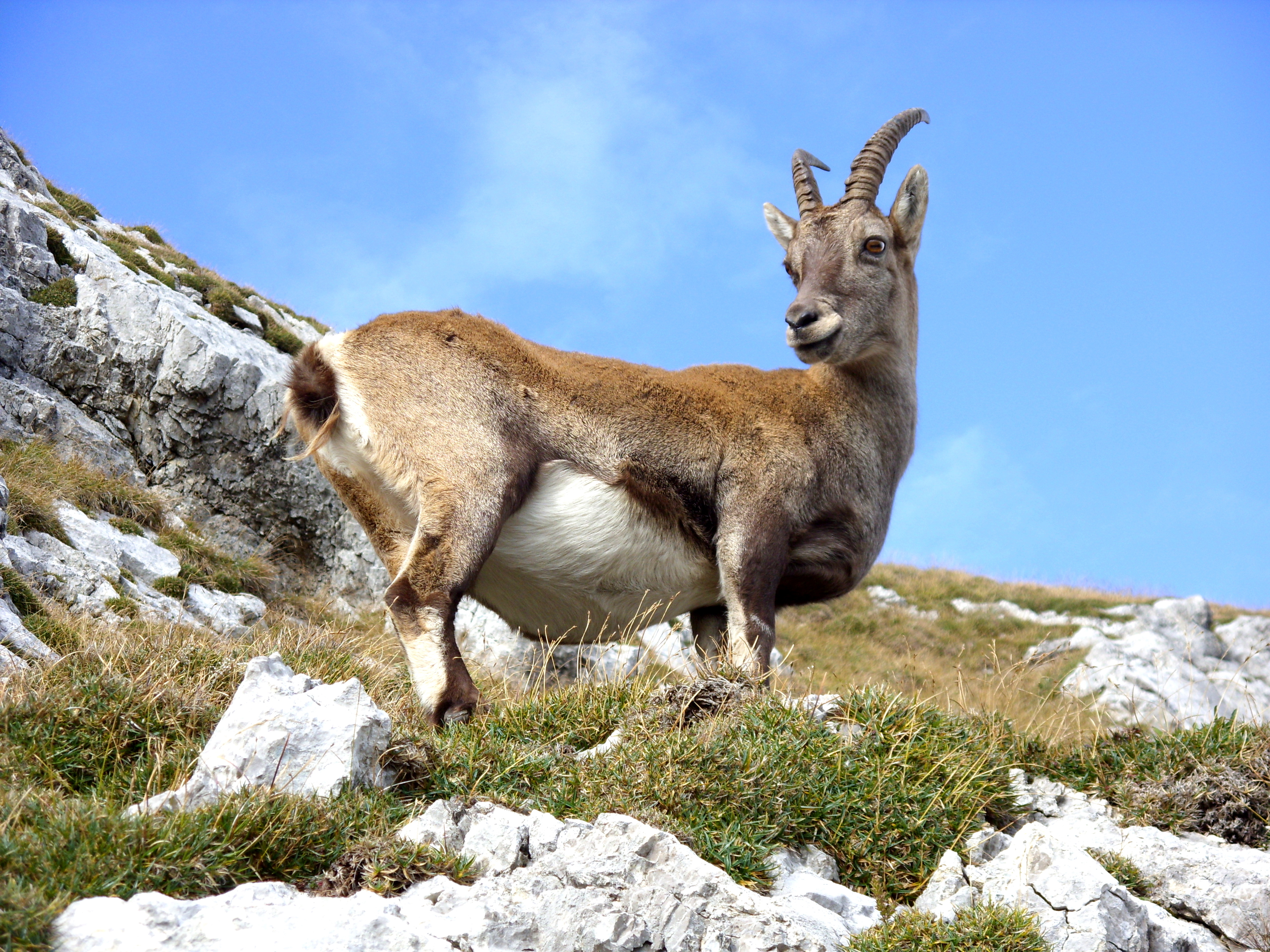
Vrouwelijke alpensteenbok
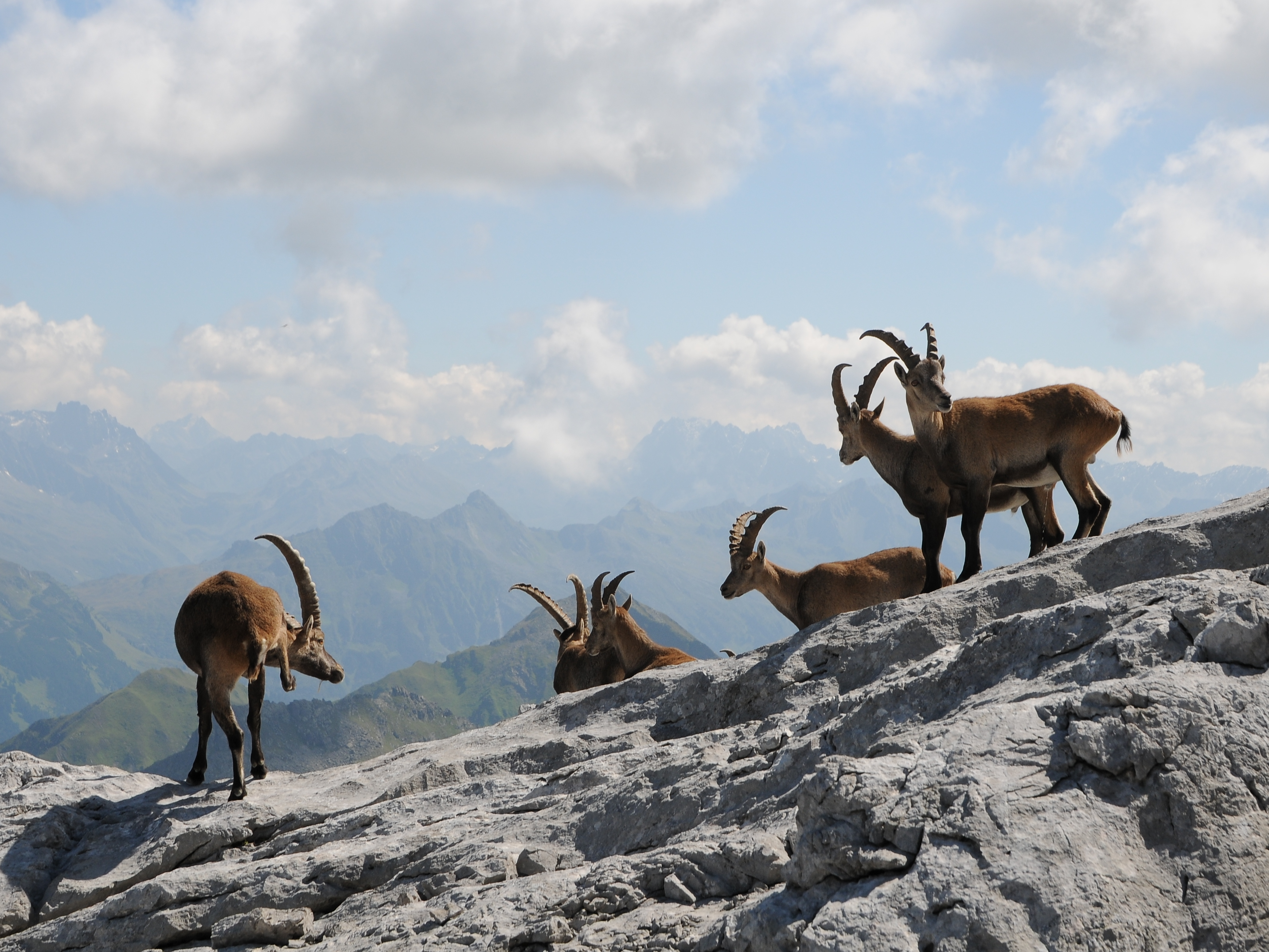
De soort komt vaak in kleine roedels voor
De alpensteenbok verschijnt vaak in heraldiek, hier bijvoorbeeld op het wapen van Zihlschlacht-Sitterdorf
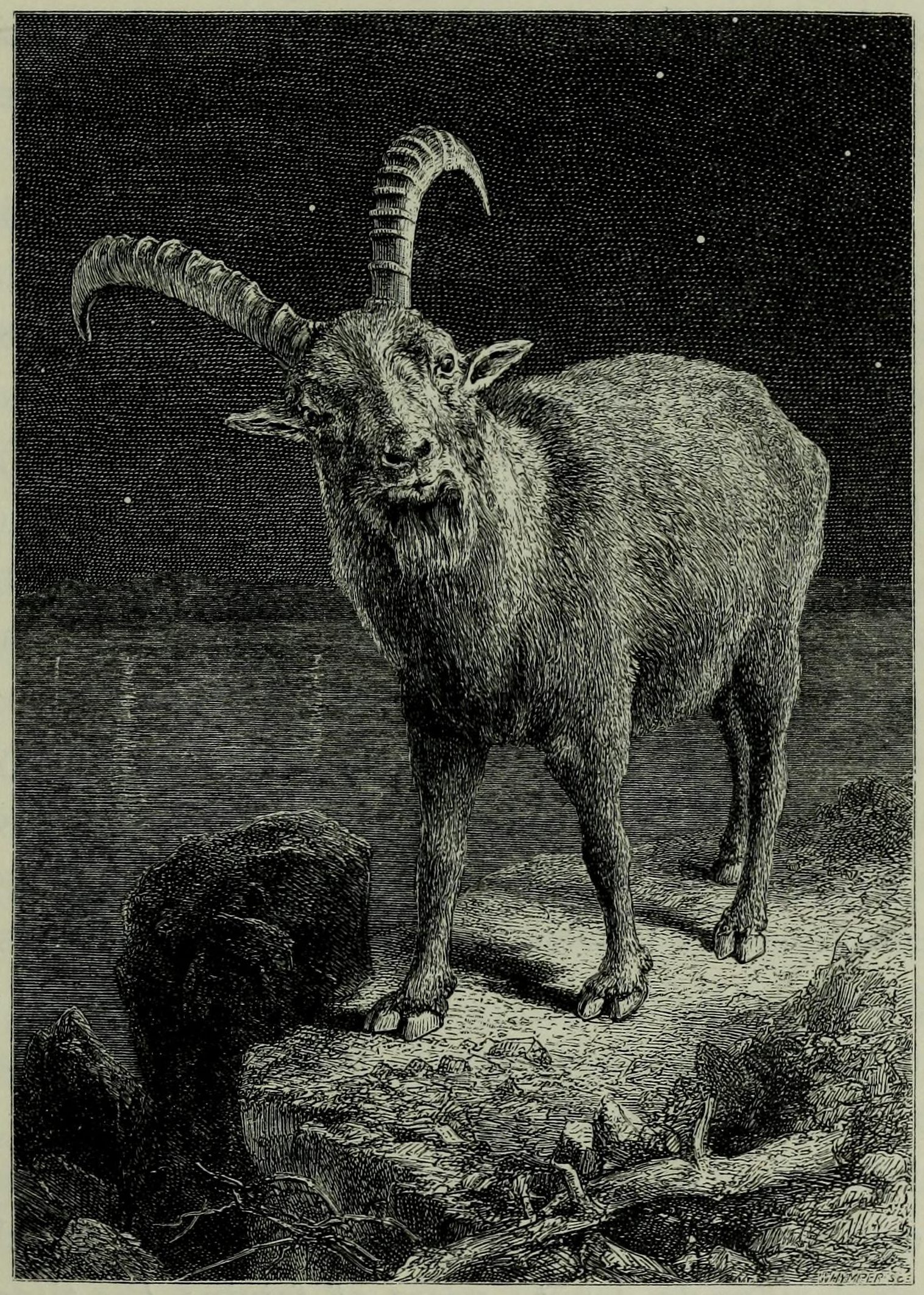
Illustratie van een alpensteenbok in Scrambles amongst the Alps. Whymper, E., 1871